# ويليام غارنت بريثويت
ويليام غارنت بريثويت (بالإنجليزية: William Garnett Braithwaite)‏ هو عسكري نيوزيلندي، ولد في 21 أكتوبر 1870 في Kendal ‏ في المملكة المتحدة، وتوفي في 15 أكتوبر 1937 في كامبرلي في المملكة المتحدة.